# Margalida Ramis
Margalida Ramis (Sa Pobla, 1976) és una activista ecologista i articulista mallorquina. Portaveu del Grup Balear d'Ornitologia i Defensa de la Naturalesa (GOB). Llicenciada en Física per la Universitat de les Illes Balears, des del 2007 treballa al GOB com a responsable i portaveu de l'àrea de campanyes de territori i recursos naturals. Anteriorment havia treballat al Grup d'Investigació Sostenibilitat i Territori de la UIB i havia fundat Enginyeria Sense Fronteres a les Illes.